# Omar Abd al-Rahman
ʿOmar ʿAbd al-Rahman (in arabo عمر عبد الرحمن‎?, ʿUmar ʿAbd al-Raḥmān; Al Gammaliyyah, 3 maggio 1938 – Butner, 18 febbraio 2017) è stato un religioso egiziano recluso nel penitenziario federale di massima sicurezza statunitense di Butner, nella Carolina del Nord.

## Biografia
ʿUmar ʿAbd al-Raḥmān era il leader di Al-Jama'a al-Islamiyya, un movimento militante islamista egiziano considerato una organizzazione terrorista dai governi statunitense ed egiziano. Il gruppo è responsabile di molti atti di violenza, tra cui il Massacro di Luxor del 1997 che causò la morte di 58 turisti stranieri e 4 egiziani.
Già residente a New York, ʿUmar ʿAbd al-Raḥmān - un musulmano non vedente - e nove altre persone furono portate in giudizio in seguito alle indagini sull'attentato al World Trade Center del 1993: furono condannati per "cospirazione sediziosa", un reato che punisce la pianificazione di un crimine.
In carcere, ʿUmar ʿAbd al-Raḥmān aveva dichiarato che gli Stati Uniti "certainly will kill me" (di sicuro mi uccideranno).
ʿUmar ʿAbd al-Raḥmān aveva due mogli che hanno partorito 10 figli: Aisha Hassan Gouda (7 figli), e A. Zohdi (3 figli).